# Little River (Wisconsin)
Little River – miasto w Stanach Zjednoczonych, w stanie Wisconsin, w hrabstwie Oconto.